# Marosvásárhelyi sorok

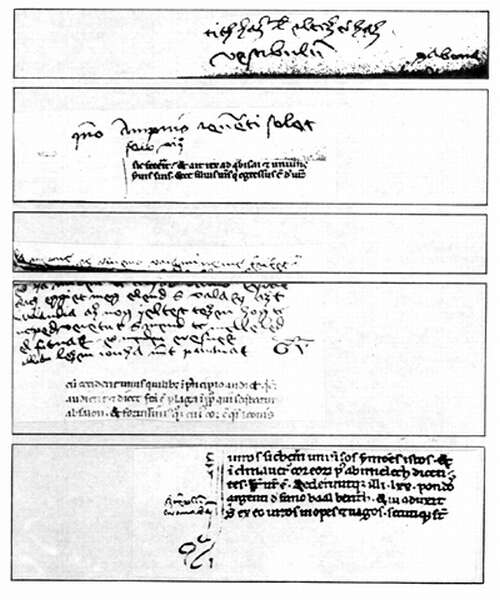
A Marosvásárhelyi sorok

A marosvásárhelyi sorok magyar nyelvemlék, amely a marosvásárhelyi glosszákkal együtt a 14. század második feléből származó Koncz-kódexben található. (A kódex a Rhédey család erdőszentgyörgyi könyvtárából bukkant fel, és Koncz Józsefről, a marosvásárhelyi Református Kollégium könyvtárosáról nevezték el.) A szöveg fordítás az ószövetségi Királyok könyvéből. A nyelvemléket dr. Farczády Elek fedezte fel a Teleki Tékában, és Szabó T. Attilával együtt jelentették meg 1957-ben illetve 1973-ban.
A sorok 44, a lapszéli jegyzetek 11 magyar szót tartalmaznak, mint például: medue, atyad, kyral, valaky, hallandia (hallandja), yeltest (üvöltést), lezen (lészen), veretut (veretett). Jellemzők az ajakkerekítés nélküli kiejtést jelölő magánhangzók: így például  melléled (mellőled), midén (midőn), kelket (kölyket), thiuis (tövis).

## Részlet a szövegből
| Az eredeti szöveg | Mai olvasata |
| --- | --- |
| es ha miden te atyad dauid kyral chach eggiet meg elend s valaky azt hallandia az nog yeltest tezen hog te neped veretut s mend te melleled el futnak es menden eresnek ollian lezen ionha mi(n)t pauanak. | És ha midőn te atyád, Dávid Király, csak egyet megölend s valaki azt hallandja, az nagy üvöltést teszen, hogy a te néped veretütt, s mend temellőled elfutnak, és menden erősnek ollyan leszen jonha, mint pávának. |

## További információ
- A Marosvásárhelyi sorok eredeti betűhű és mai magyarra normalizált változata elérhető és kereshető az Ómagyar Korpuszban.